# 望垭镇
望垭镇，是中华人民共和国四川省南充市阆中市下辖的一个乡镇级行政单位。

## 行政区划
望垭镇下辖以下地区：
望垭场社区、护垭社区、望垭口村、三宝山村、广教寺村、洛城寨村、断门垭村、字库垭村、双合寨村和社合包村。